# Resolució 2372 del Consell de Seguretat de les Nacions Unides
La Resolució 2372 del Consell de Seguretat de les Nacions Unides, redactada pel Regne Unit, fou adoptada per unanimitat el 30 d'agost de 2017. El Consell va ampliar l'autorització de l'AMISOM de la Unió Africana a Somàlia durant nou mesos fins al 15 d'abril de 2018. El nombre màxim de tropes a l'AMISOM també es va reduir per primera vegada de 22.126 a 21.626.
El representant de Somàlia, Abukar Dahir Osman, va dir que el seu país havia començat una nova fase de transició, en què el govern gradualment assumirà les tasques de la missió de pau. Era encara massa aviat per retirar-los. Fins i tot després, la població continuava depenent dels diners dels donants.

## Contingut
Al-Xabab encara controlava territori somali. Els seus atacs provocaven víctimes civils i de soldats de l'AMISOM i l'exèrcit de Somàlia. El govern somali havia decidit que la reforma dels serveis de seguretat al país fos una prioritat per als pròxims quatre anys. Es pretenia que l'exèrcit assumís progressivament les tasques de l'AMISOM.
Els reforços de l'AMISOM decidits el 2012 i el 2013 eren de caràcter temporal, i la força de manteniment de la pau s'aniria eliminant gradualment en fases. Per això, el nombre de tropes havia de baixar cap a la fi de l'any 2017 fins a un màxim de 21.626 persones. La missió també es va ampliar fins al 31 de maig de 2018. Es va planejar reduir encara més el nombre de tropes l'octubre de 2018 a 20.626 homes.
El Consell de Seguretat també va acordar amb el Secretari General António Guterres que la situació a Somàlia no era adequada per a una força de manteniment de la pau de l'ONU. No obstant això, es continuarà oferint suport logístic per AMISOM. El Consell va demanar al Secretari General que examinés l'AMISOM el 15 d'abril de 2018. Es podrien prendre decisions addicionals a partir de les seves recomanacions.